# Alain Mistre
Alain Mistre, né le 25 mai 1941 à Cassis dans les Bouches-du-Rhône, est un ancien footballeur et entraîneur de football français.

## Biographie

### Carrière de joueur
Il commence sa carrière en 1962 dans l'équipe B de l'AS Monaco. Il commence sa carrière professionnelle à l'AS Cannes, puis revient à Monaco pour une saison.
Il part ensuite en Corse, d'abord à l'AC Ajaccio où il devient champion de D2 en 1967, puis au Gazélec où il met un terme à sa carrière en 1970.

### Carrière d'entraîneur
Il devient l'entraîneur de l'ACA cinq ans après avoir mis fin à sa carrière de joueur.  

## Palmarès

### Joueur
- Championnat de France D2 :
  - Champion : 1967.